# Dean Cetrulo
Diaz Victor Cetrulo, detto Dean (Newark, 24 febbraio 1919 – Bay Head, 9 maggio 2010), è stato uno schermidore statunitense, vincitore di una medaglia di bronzo nella scherma ai giochi olimpici.